# Hippotion novaebrittaniae
Hippotion novaebrittaniae is een vlinder uit de familie van de pijlstaarten (Sphingidae). De wetenschappelijke naam van de soort is voor het eerst geldig gepubliceerd in 1932 door Benjamin Preston Clark.